# Joaquin Llach
Joaquim Llach Ramisa (Olot, 28 gennaio 1964) è un ex ciclista su strada spagnolo, professionista dal 1987 al 1992.

## Carriera
Non colse affermazioni fra i professionisti. Corse cinque edizioni della Vuelta a España portando la prova a termine in tre occasioni, anche se nelle posizioni di retrovia.
Ottenne alcuni piazzamenti in brevi corse a tappe iberiche, fu undicesimo alla Bicicleta Eibarresa nel 1990 e terzo alla Setmana Catalana de Ciclisme nel 1991.
Nei suoi pochi anni di carriera riuscì a ben figurare soprattutto nella Escalada a Montjuich, corsa in salita in cui fu quinto nel 1990, secondo nel 1991 e quarto nel 1992.

## Palmarès
- 1984 (Dilettanti, una vittoria)

Classifica Generale Volta Ciclista Internacional a Lleida

### Altri successi
- 1990 (Tulip Computers)

Trofeo Joan Solert - Manlleu (Criterium)
- 1991 (Artiach)

Manlleu (Criterium)

## Piazzamenti

### Grandi giri
- Vuelta a España

1987: fuori tempo massimo (7ª tappa)
1989: 86º
1990: 65º
1991: ritirato  (15ª tappa)
1992: 68º